# Савели (Кротоне)
Савели (итал. Savelli) је насеље у Италији у округу Кротоне, региону Калабрија.
Према процени из 2011. у насељу је живело 1321 становника. Насеље се налази на надморској висини од 984 м.

## Становништво
Према резултатима пописа становништва 2011. у општини је живело 1.321 становника.
| 1931. | 1936. | 1951. | 1961. | 1971. | 1981. | 1991. | 2001. | 2011. |
| ----- | ----- | ----- | ----- | ----- | ----- | ----- | ----- | ----- |
| 3.967 | 3.394 | 3.362 | 3.122 | 2.455 | 2.318 | 1.920 | 1.583 | 1.321 |

## Партнерски градови
- Албано Лацијале
- Грант Таун